# Cantone di Oloron-Sainte-Marie-2
Il cantone di Oloron-Sainte-Marie-1 è una divisione amministrativa dell'arrondissement di Bayonne.
È stato costituito a seguito della riforma approvata con decreto del 25 febbraio 2014, che ha avuto attuazione dopo le elezioni dipartimentali del 2015.

## Composizione
Comprende parte della città di Oloron-Sainte-Marie e i seguenti 33 comuni:
- Arudy
- Aste-Béon
- Béost
- Bescat
- Bielle
- Bilhères
- Buziet
- Buzy
- Castet
- Eaux-Bonnes
- Escou
- Escout
- Estialescq
- Estos
- Gère-Bélesten
- Goès
- Herrère
- Izeste
- Laruns
- Lasseube
- Lasseubetat
- Ledeuix
- Louvie-Juzon
- Louvie-Soubiron
- Lys
- Ogeu-les-Bains
- Poey-d'Oloron
- Précilhon
- Rébénacq
- Sainte-Colome
- Saucède
- Sévignacq-Meyracq
- Verdets